# Kvinnofestivalen i Stockholm 1978
Kvinnofestivalen i Stockholm 1978 arrangerades den 18-20 augusti på Münchenbryggeriet och i Rålambshovsparken med syfte att "visa på rikedomen och bredden i den framväxande kvinnopolitiskt medvetna kvinnokulturen, i synnerhet musiken" samt för att skapa stöd för idén om ett kvinnohus i Stockholm och samla in pengar till kvinnohusgruppens fortsatta verksamhet. Arrangör var Föreningen för kvinnofestivalen 1978.
På festivalen fanns musik, dans, teater, utställningar, film, diktläsningar, barnaktiviteter och olika workshops. Bland de personer och musikgrupper som medverkade märktes Andra bullar, Siv Arb, Ulla Bendrik, Lena Ekman, Fega Påhopp, Husmoderns bröst, Häxfeber, Annicka Kronberg, Karin Lentz, Anita Livstrand, Turid Lundqvist, Ann Sofi Nilsson, Kjerstin Norén, Tintomara och Maj Wechselmann samt. Medverkande från utlandet var bland andra Trille och Søsterrock från Danmark, Jazzmin och Reis Kjerringa från Norge samt Feminist Improvising Group från Storbritannien.
Efter festivalen utgavs musikalbumet "Bara brudar"  (Silence SRS 4651) med några av de medverkande artisterna.

### Fotnoter
1. ↑  ”Digitala vetenskapliga arkviet”. Digitala vetenskapliga arkviet. sid. 20. http://www.diva-portal.org/smash/get/diva2:583209/FULLTEXT01.pdf. Läst 21 februari 2017.